# بی‌اوغلو (استانبول)
بی‌اوغلو (به ترکی استانبولی: Beyoğlu؛ به ترکی عثمانی: بک‌اوغلی) از منطقه‌های قسمت اروپایی شهر استانبول ترکیه است. طبق آخرین سرشماری به سال ۲۰۱۲ میلادی این ناحیه ۲۴۶٬۱۵۲ نفر جمعیت دارد. برج گالاتا در این ناحیه از استان استانبول قرار دارد.
بی‌اوغلو توسط شاخ طلایی از شهر قدیمی (شبه جزیره تاریخی قسطنطنیه) جدا شده‌است. از نظر تقسیمات کشوری، بی‌اوغلو در استان استانبول از ناحیه مرمره قرار دارد. 
این محله در قدیم به‌عنوان منطقه پرا (Πέρα، به معنای «فراتر» در املای یونانی، فرانسوی Péra) شناخته می‌شد که پیرامون شهر ساحلی باستانی گالاتا قرار داشت. گالاتا در آن سوی شاخ طلایی و رو به قسطنطنیه جای گرفته بود. بی‌اوغلو در قرون وسطی و در زبان‌های غربی تا اوایل قرن بیستم همچنان به نام پرا شناخته می‌شد.

## پیشینه
بر اساس ریشه‌شناسی عامیانه از آنجا که کاخ سفیر ونیز باشکوه‌ترین بنای این محله بود و به سفیر در زبان ایتالیایی بایلو گفته می‌شد، مردم محل به نام بایلو حالت ترکی بی‌اغلو دادند که معنای اصلی آن در ترکی بیگ‌زاده‌است.. بیگ‌زاده یا پسر بیگ از سوی ترک‌های عثمانی در اصل برای توصیف لودوویکو گریتی، پسر استانبولی آندره آ گریتی، که در زمان سلطنت سلطان بایزید دوم، بایلو ونیزی در استانبول بود، استفاده می‌شد. نام بی اوغلو بنابر این به لودوویکو گریتی اشاره کرد که روابط نزدیکی با باب عالی برقرار کرد و عمارتش در نزدیکی میدان تقسیم کنونی قرار داشت. «کاخ ونیزی» که در جنوب بی اوغلو واقع شده و در ابتدا در اوایل قرن شانزدهم ساخته شد، مقر بایلو بود. ساختمان اولیه کاخ با ساختمان موجود در سال ۱۷۸۱ جایگزین شد که بعداً پس از اتحاد ایتالیا در سال ۱۸۶۱ به سفارت ایتالیا تبدیل شد و در سال ۱۹۲۳ هنگامی که آنکارا پایتخت جمهوری ترکیه شد به کنسولگری ایتالیا تبدیل شد.
منطقه بی‌اغلو شامل محله‌های دیگری است که در شمال شاخ طلایی واقع شده‌اند، از جمله گالاتا (ارگ قرون وسطایی جنوا که خود بی‌اوغلو از آن سرچشمه گرفته‌است، که امروزه به نام کاراکوی (کوی سیاه) شناخته می‌شود)، توپخانه، جهانگیر، شش‌خانه، تپه‌باشی، تارلاباشی، دولاب‌دره و قاسم‌پاشا. بی‌اوغلو از طریق شاخ طلایی به وسیله پل گالاتا، آتاترک و پل متروی شاخ طلایی، به مرکز شهر قدیمی متصل است. بی اوغلو فعال‌ترین مرکز هنری، سرگرمی و زندگی شبانه استانبول است.

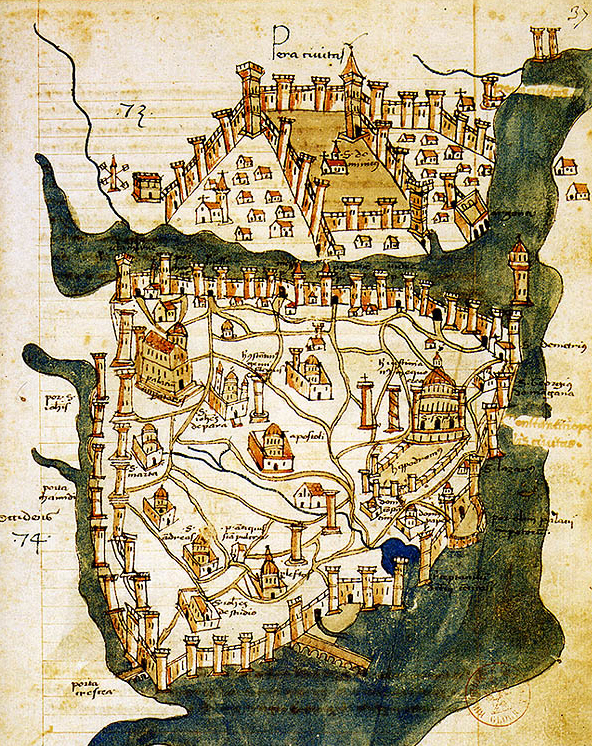
نقشه قسطنطنیه (۱۴۲۲) توسط نقشه‌بردار فلورانسی کریستوفورو بوندلمونتی، پرا (بی اوغلو) (بسیار بزرگ شده) را در شمال شاخ طلایی و شبه جزیره قسطنطنیه در جنوب نشان می‌دهد.

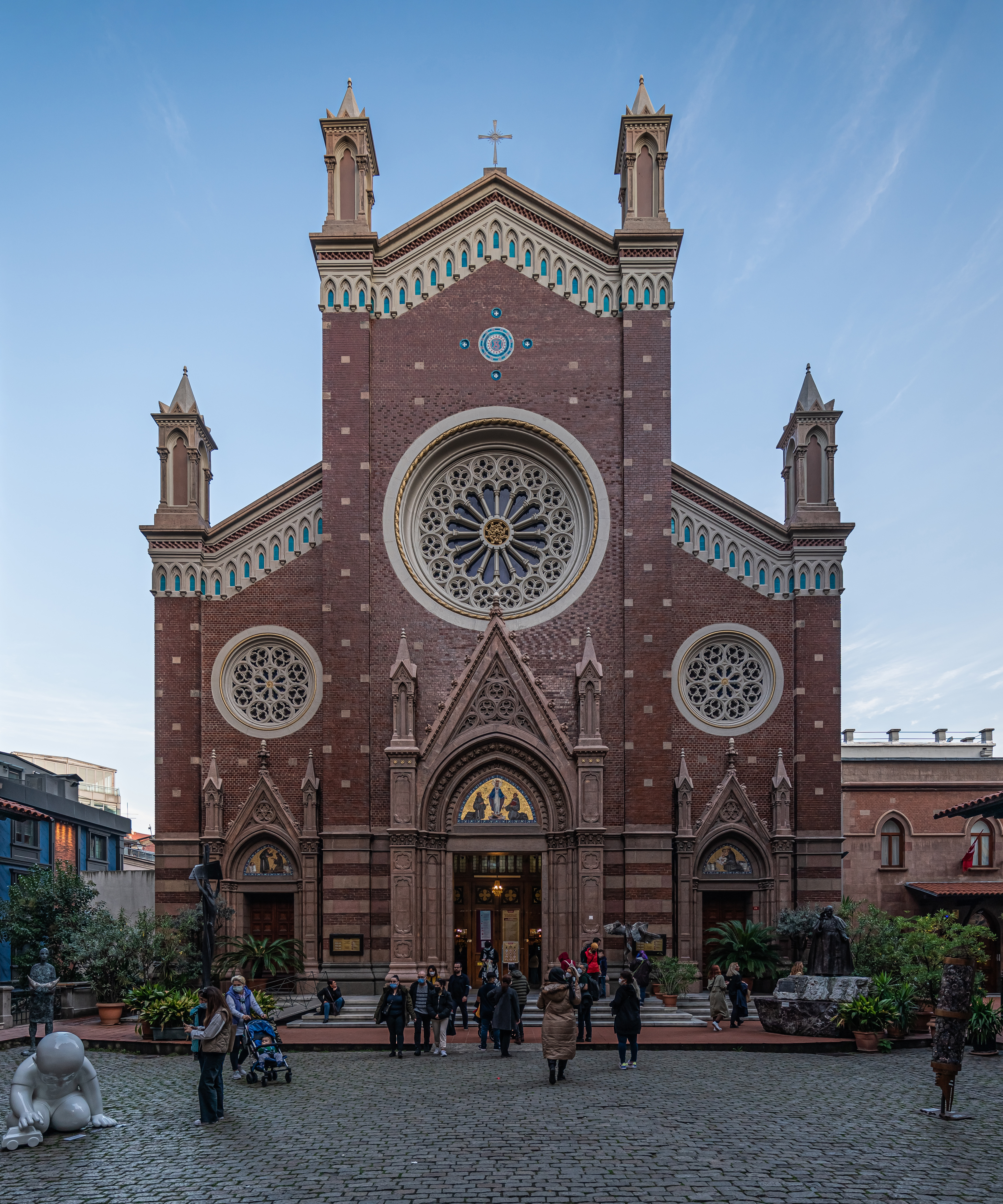
کلیسای سنت آنتونی پادوا در خیابان استقلال در بی‌اوغلو بزرگترین کلیسای کاتولیک در استانبول و ترکیه است.

## ساختار اداری
ناحیه بی‌اوغلو از ۴۵ محله تشکیل می‌شود: 
عرب‌جامع Arapcami
آسمه‌لی مسجد Asmalımescit
بدرالدین Bedrettin
برکت‌زاده Bereketzade
بوستان Bostan
بلبل Bülbül
جامع کبیر Camiikebir
جهانگیر Cihangir
چاتمه مسجد Çatmamescit
چوکور Çukur
امک‌یمز Emekyemez
اولیا چلبی Evliya Çelebi
فتح‌تپه Fetihtepe
فیروزآقا Firuzağa
گوموش‌سویو Gümüşsuyu
حاجی احمد Hacı Ahmet
حاجی میمی Hacımimi
قالیجی‌اوغلو Halıcıoğlu
حسین‌آقا Hüseyinağa
استقلال İstiklal
قاضی محمد افندی Kadı Mehmet Efendi
قمرخاتون Kamerhatun
کالیونجوکوللوغو Kalyoncukulluğu
کاپتان‌پاشا Kaptanpaşa
کاتب مصطفی چلبی Katip Mustafa Çelebi
کچه‌جی‌پیری Keçecipiri
کمانکش قره مصطفی‌پاشا Kemankeş Kara Mustafa Paşa
قلیچ‌علی‌پاشا Kılıçalipaşa
کجاتپه Kocatepe
قولاق‌سیز Kulaksız
کول‌اوغلو Kuloğlu
کوچوک‌پیاله Küçükpiyale
مؤیدزاده Müeyyetzade
عمر عونی Ömeravni
ارنک‌تپه Örnektepe
پیری‌پاشا Piripaşa
پیاله‌پاشا Piyalepaşa
پرتلاش Pürtelaş
سروری Sururi
سوتلوجه Sütlüce
شاه‌قلی Şahkulu
شهید مختار Şehit Muhtar
تمتم Tomtom
یحیی کدخدا Yahya Kahya
ینی‌شهر Yenişehir

## نگارخانه

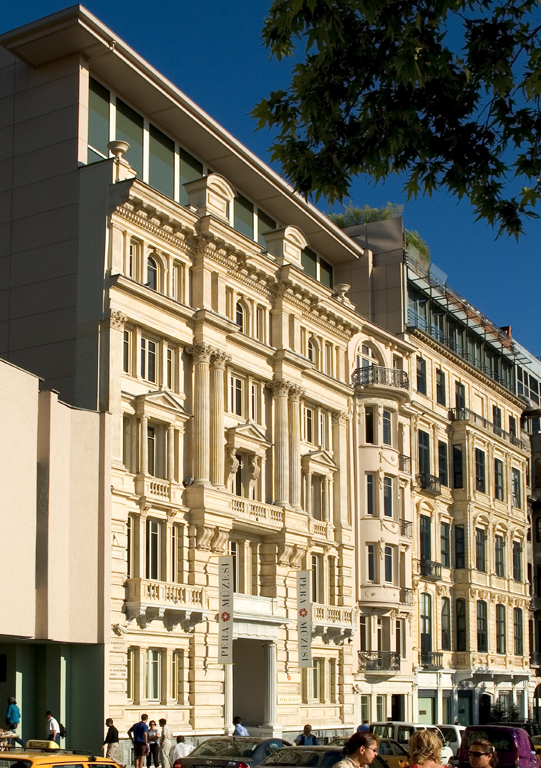
موزه پرا
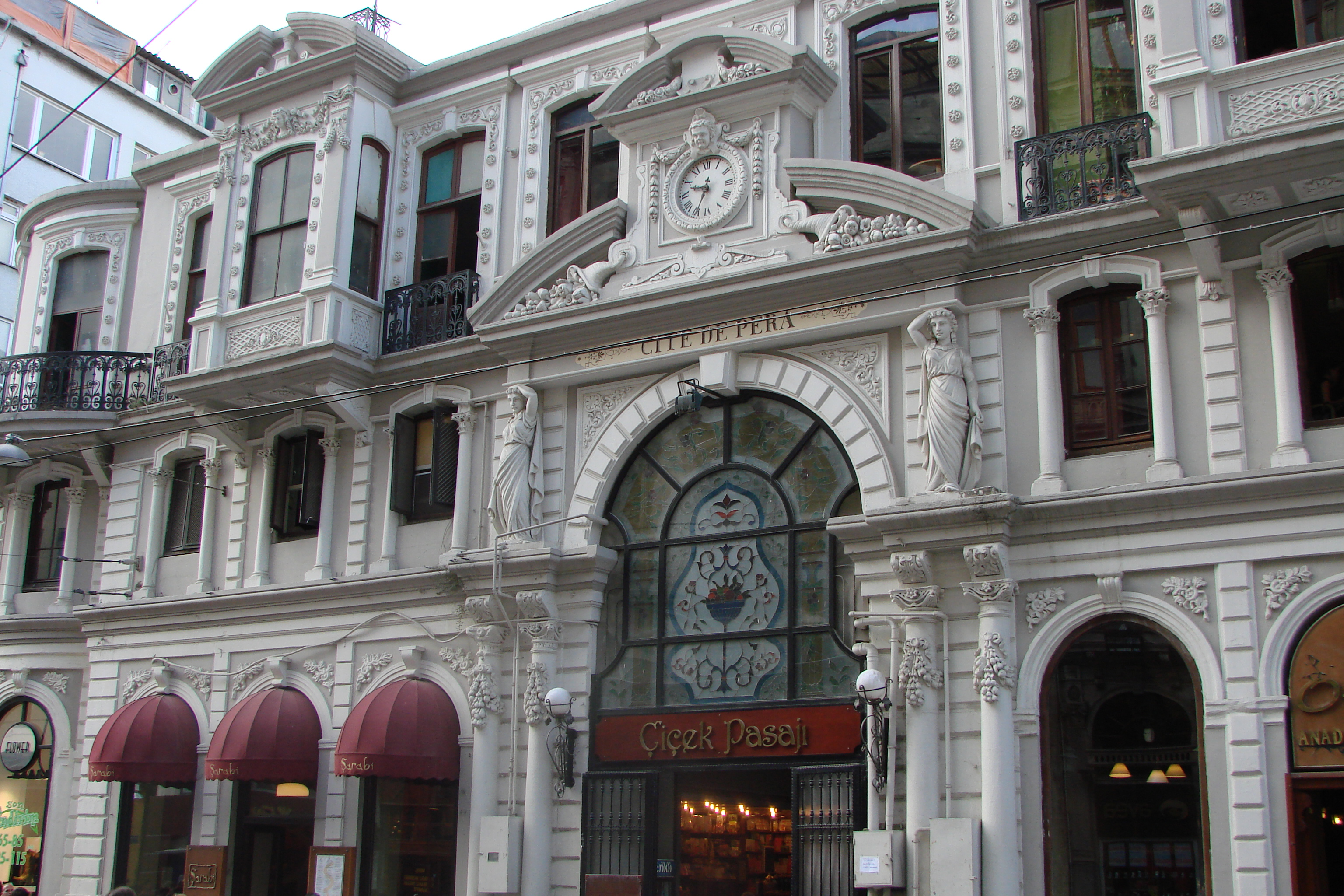
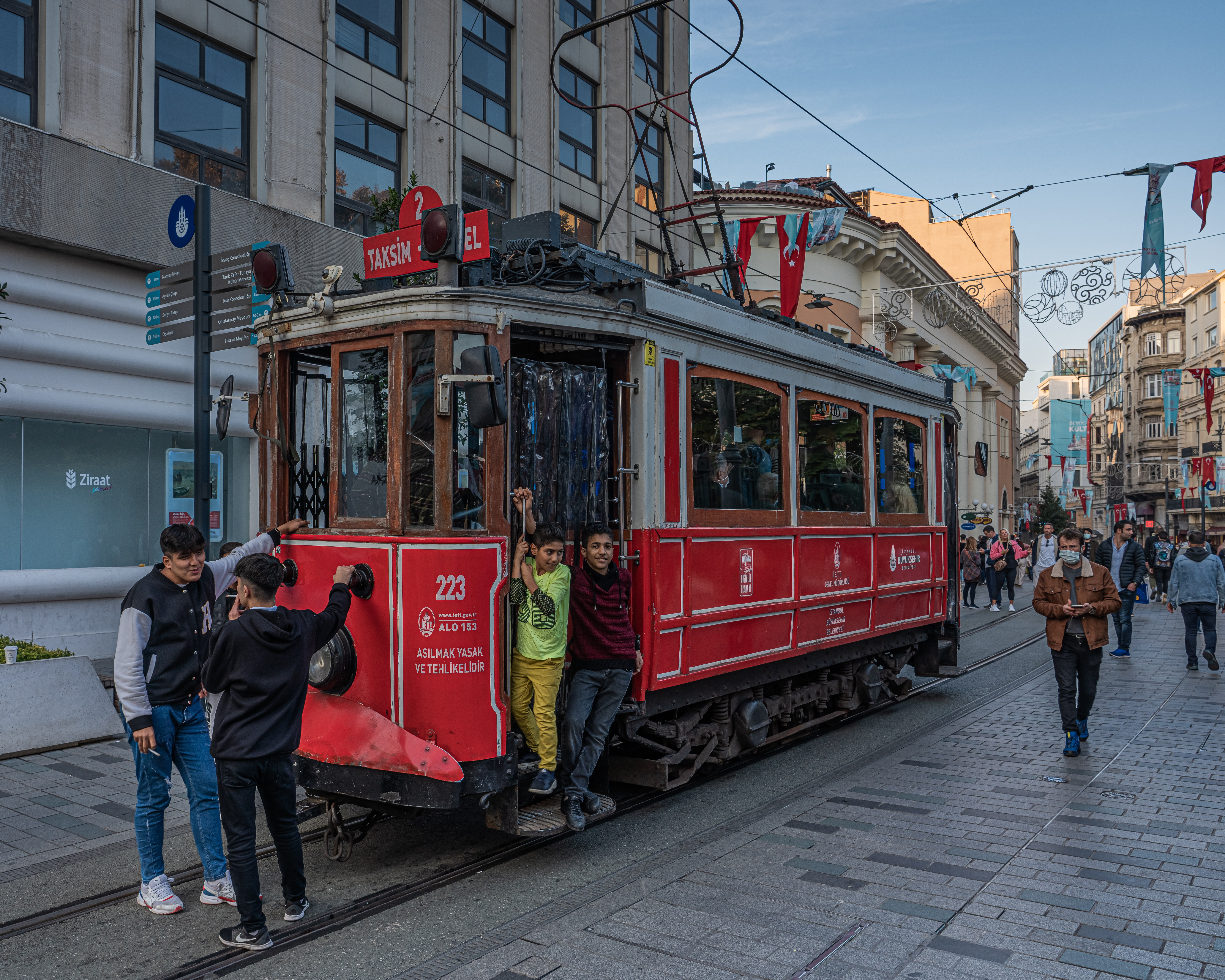
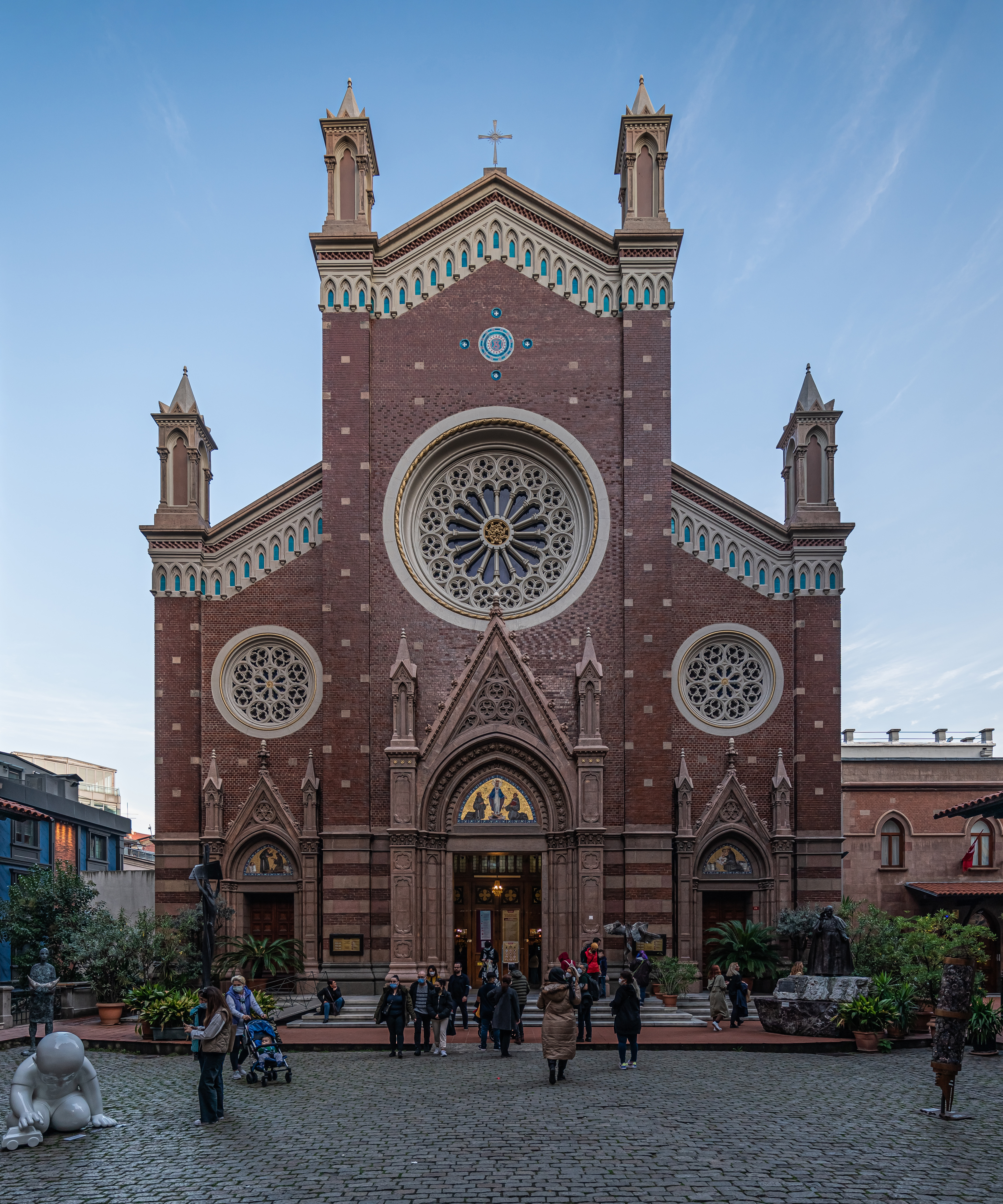